# 萨莫尼厄附近欧蒙
萨莫尼厄附近欧蒙（法語：Haumont-près-Samogneux，法語發音：[omɔ̃ pʁɛ samɔɲø]）是法国默兹省的一个市镇，属于凡尔登区。该市镇总面积10.81平方公里，2021年时的人口为0人，是默兹省第一次世界大战期间被摧毁的九个村庄之一。

## 地理
萨莫尼厄附近欧蒙（49°16'21.07"N, 5°21'5.22"E）面积10.81 平方千米，位于法国大東部大區默兹省，该省份为法国西北部内陆省份，北与比利时接壤，西接马恩省和阿登省，南至上马恩省和孚日省，东临默尔特-摩泽尔省。
与萨莫尼厄附近欧蒙接壤的市镇（或旧市镇、城区）包括：凡尔登地区博蒙、默兹河畔布拉邦、孔桑瓦、穆瓦雷弗拉巴克雷皮翁、萨莫尼厄。
萨莫尼厄附近欧蒙的时区为UTC+01:00、UTC+02:00（夏令时）。

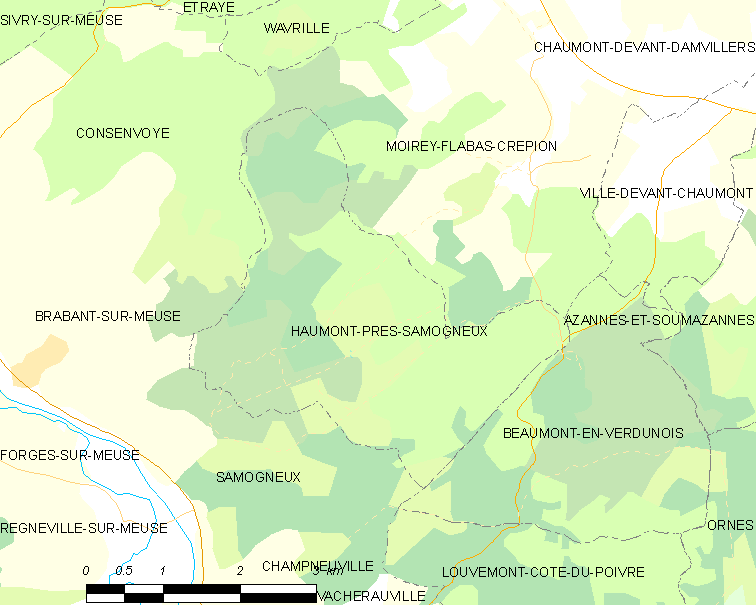
萨莫尼厄附近欧蒙的OSM定位图

## 行政
萨莫尼厄附近欧蒙的邮政编码为55100，INSEE市镇编码为55239。

## 政治
萨莫尼厄附近欧蒙所属的省级选区为默兹河畔贝尔维尔县。

## 人口

1962-2008年间萨莫尼厄附近欧蒙人口变化图示

萨莫尼厄附近欧蒙于2022年1月1日时的人口数量为0人。